# Los Golpes
Los Golpes es una banda musical chilena nacida en el puerto de Tocopilla, a comienzos de los años sesenta. La banda fue fundada por los hermanos Fernando y Mario Bustamante bajo el nombre de “Los Hermanos Bustamante”, para luego, en el año 1966, pasar a llamarse “The Black Chileans”, reclutando a Rubén Alegre y Ricardo Aracena.

## Biografía
Ya con su formación completa, en 1971 “Los Golpes” llegan a Santiago y graban para el sello Emi-Odeón canciones como “Vete ya”, “Esa mujer”, “Con la mano en la Biblia”, “La pobre mía”, “Olvidarte nunca”, “Cuatro cirios” y otras canciones que los llevan a viajar por América.
Tras el fallecimiento de tres de sus cuatro fundadores, Nicolás Bustamante -hijo de Fernando- dirige el conjunto.
Junto con Nicolás está su hermano Fernando, cumpliendo la labor de su padre y ejecutando el mismo bajo Egmond holandés de su padre. Ángel Valiente es la voz; la batería, está a cargo de Jairo Bustamante -hijo de Mario-, mientras que en la guitarra rítmica está Francisco Díaz.

## Discografía

### Álbumes de estudio
- 1971 - Olvidarte nunca
- 1973 - Mil caminos
- 1974 - Qué piensas
- 1976 - Recordando tu hermosura
- 1983 - Por lo más sagrado

### Álbumes recopilatorios
- 1975 - Lo mejor de...
- 1977 - Los más grandes éxitos de Los Golpes
- 1978 - Sus grandes éxitos
- 1994 - Clásicos latinos
- 2005 - Ídolos guachacas
- 2006 - Antología 40 clásicos remasterizados
- 2010 - Nostalgia, romanticismo y recuerdos
- 2015 - Mi historia
- 2017 - Los Galos, Los Ángeles Negros, Los Golpes Históricos - Trío de oro
- 2018 - El legado de Los Golpes